# Güstrow

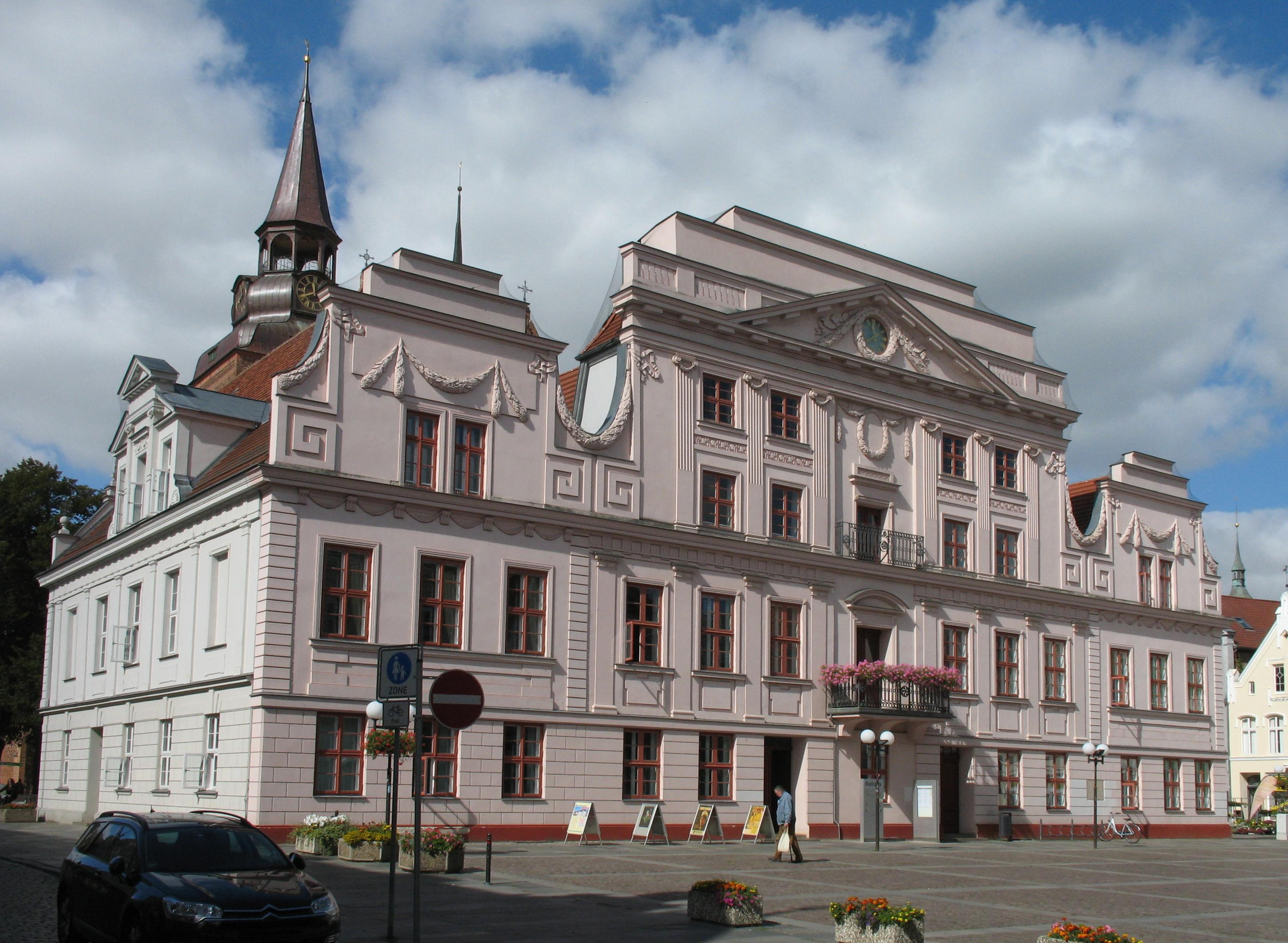
Tòa thị chính

Güstrow (phát âm tiếng Đức: [ˈɡʏstʀoː]) là một thị xã trong bang Brandenburg, Đức. Đây là thủ phủ huyện Güstrow. Dân số cuối năm 2006 là 31.083 người.

## Thành phố kết nghĩa
- Ribe, Đan Mạch
- Valkeala, Phần Lan
- Kronshagen, Đức
- Gryfice (Greifenberg), Ba Lan
- Neuwied, Đức